# Тинатиев, Исмаил Ибрагим оглы
Исмаил Ибрагим оглы Тинатиев (1948, Казма, Белоканский район) — советский азербайджанский механизатор. Бригадир трактористов колхоза имени М. Б. Касумова Белоканского района. Лауреат Государственной премии СССР (1982).

## Биография
Родился в с. Казма Белоканского района Азербайджанской ССР. Образование среднее. С 1966 работал трактористом в колхозе имени М. Б. Касумова Белоканского района. Член ВЛКСМ.
В 1975-79 гг. был избран по Казминскому округу № 184 депутатом Верховного Совета Азербайджанской ССР девятого созыва.

## Награды
- Лауреат Государственной премии СССР 1982 года[2].